# Фрумоаса (комуна, Харгіта)
Фрумоаса (рум. Frumoasa) — комуна у повіті Харгіта в Румунії. До складу комуни входять такі села (дані про населення за 2002 рік):
- Бирзава (853 особи)
- Ніколешть (900 осіб)
- Феджецел (130 осіб)
- Фрумоаса (1769 осіб) — адміністративний центр комуни

Комуна розташована на відстані 224 км на північ від Бухареста, 10 км на північ від М'єркуря-Чука, 90 км на північ від Брашова.

## Населення
За даними перепису населення 2002 року у комуні проживали 3652 особи.
Національний склад населення комуни:
| Національність | Кількість осіб | Відсоток |
| -------------- | -------------- | -------- |
| угорці         | 3520           | 96,4%    |
| румуни         | 108            | 3,0%     |
| цигани         | 22             | 0,6%     |
| німці          | 1              | < 0,1%   |
| вірмени        | 1              | < 0,1%   |

Рідною мовою назвали:
| Мова      | Кількість осіб | Відсоток |
| --------- | -------------- | -------- |
| угорська  | 3539           | 96,9%    |
| румунська | 108            | 3,0%     |
| циганська | 4              | 0,1%     |
| німецька  | 1              | < 0,1%   |

Склад населення комуни за віросповіданням:
| Релігія        | Кількість осіб | Відсоток |
| -------------- | -------------- | -------- |
| римо-католики  | 3522           | 96,4%    |
| православні    | 90             | 2,5%     |
| реформати      | 21             | 0,6%     |
| греко-католики | 8              | 0,2%     |
| адвентисти     | 8              | 0,2%     |
| унітарії       | 3              | 0,1%     |

## Зовнішні посилання
- Дані про комуну Фрумоаса на сайті Ghidul Primăriilor [Архівовано 5 липня 2013 у Archive.is]